# 1955

## Събития
- 24 февруари – Турция и Иран сключват Багдадския пакт, просъществувал 24 години.
- 14 май – основан е Варшавският договор.
- 6 октомври – Самолетът при полет 409 на „Юнайтед Еър Лайнс“ се разбива във връх Медисин Боу, близо до Ларами, Уайоминг и убива всички 66 души на борда. Катастрофата се свързва с друг инцидент на американския флот, когато „Дъглас R6D-1 Лифтмайстер“ се разбива в Хаваи през 1955 г. и също умират 66 души.
- 1 ноември – Самолетът при полет 629 на „Юнайтед Еър Лайнс“ е взривен във въздуха от поставена на борда бомба и убива всички 44 души на борда.

## Родени
- 1 януари – Галина Лукашенко, първа дама на Беларус
- 2 януари – Хриска Пейчева, българска плувкиня
- 4 януари – Георги Дерменджиев, български футболист
- 10 януари – Майкъл Шенкер, немски китарист
- 12 януари – Кърсти Али, американска актриса
- 18 януари – Кевин Костнър, американски киноартист
- 26 януари – Светлана Тилкова, български астролог
- 28 януари
  - Никола Саркози, президент на Франция
  - Огнян Радев, български учител
- 2 февруари – Лешек Енгелкинг, полски писател, критик и преводач
- 3 февруари – Бруно Пецей, австрийски футболист
- 4 февруари – Микулаш Дзуринда, словашки политик
- 8 февруари – Джон Гришам, американски писател
- 10 февруари – Евгений Бакърджиев, български политик
- 19 февруари – Джеф Даниълс, американски актьор
- 24 февруари
  - Стив Джобс, американски предприемач и пионер в областта
 на компютрите († 2011 г.)
  - Ален Прост, френски пилот от Формула 1
- 26 февруари – Андреас Майслингер, австрийски политолог
- 2 март
  - Марк Евънс, австралийски басист от хардрок група AC/DC
  - Шоко Асахара, японски религиозен водач и терорист
- 7 март – Ал-Уалид бин Талал, саудитски принц
- 9 март – Орнела Мути, италианска актриса
- 14 март – Валери Симеонов, български предприемач
- 15 март – Дий Шнайдер, американски рок музикант
- 17 март – Надка Николова, български филолог
- 18 март – Стоянка Груйчева, българска спортистка
- 19 март – Брус Уилис, американски актьор
- 23 март – Сюзън Шваб, американски политик
- 28 март – Ивайло Дичев, социолог, антрополог († 2023 г.)
- 29 март – Брендън Гийсън, ирландски актьор
- 31 март – Филип Димитров, български политик
- 8 април – Анжела Минкова, българска художничка и скулпторка
- 13 април
  - Сафет Сушич, босненски футболист
  - Ирина Хакамада, руска политическа деятелка
- 17 април – Иван Нейков, български политик
- 23 април – Джуди Дейвис, австралийска актриса
- 25 април
  - Александър Грушко, руски дипломат
  - Николай Дубаров, български художник
- 1 май – Стефан, архиепископ, глава на МПЦ
- 4 май – Михаела Рунчану, румънска певица и учителка († 1989 г.)
- 9 май – Ане Софи фон Отер, шведска певица
- 10 май
  - Александър Друз,
  - Марк Дейвид Чапман, престъпник
- 16 май – Олга Корбут, беларуска гимнастичка
- 20 май – Матиас Политики, немски писател
- 8 юни – Тим Бърнърс-Лий, британски математик
- 21 юни – Мишел Платини, френски футболист, президент на УЕФА
- 22 юни – Сашо Борисов, български футболист и треньор по футбол
- 27 юни – Изабел Аджани, френска актриса
- 28 юни – Хериберт Вебер, австрийски футболист
- 5 юли – Йозеф Хаслингер, австрийски писател
- 8 юли – Реторе, италианска певица, текстописка и актриса
- 12 юли – Тимоти Гартън Аш, британски историк
- 14 юли – Сандор Пул, унгарски футболен съдия
- 17 юли
  - Мартин Р. Дин, швейцарски писател
  - Червенко Крумов, български поет († 2012 г.)
- 22 юли
  - Мария Димитрова, българска акробатка
  - Уилям Дефо, американски актьор
- 23 юли – Стоян Ганев, български политик
- 4 август – Били Боб Торнтън, американски актьор
- 5 август – Андрей Райчев, български социолог
- 8 август – Херберт Прохаска, австрийски футболист
- 13 август – Пол Грийнграс, английски режисьор и сценарист
- 14 август – Ясен Пенчев, български политик
- 19 август – Питър Галахър, американски актьор
- 20 август – Тоня Трайкова, българска поетеса
- 24 август – Петко Йовчев, български архитект († 2012 г.)
- 27 август – Боян Ангелов, български писател
- 1 септември – Тодор Митов, български футболист
- 4 септември – Наталия Андреева, българска писателка
- 8 септември – Иван Методиев, български футболист и треньор († 2006 г.)
- 15 септември – Атанас Атанасов, български актьор и режисьор
- 15 септември
  - Петър Зехтински, български футболист
  - Карл-Хайнц Румениге, немски футболист
- 25 септември
  - Луан Райс, американска писателка
  - Красимир Тулечки, български дипломат
  - Ирена Анастасова, български политик
- 26 септември – Руси Русев, български попфолк певец
- 27 септември – Спас Джевизов, български футболист
- 12 октомври – Анте Готовина, хърватски генерал
- 15 октомври – Добромир Тонев, български поет
- 22 октомври – Снежана Борисова, българска певица
- 23 октомври – Дагмар Лойполд, немска писателка
- 25 октомври – Гейл Ан Хърд, американски филмов продуцент
- 28 октомври – Бил Гейтс, американски програмист, предприемач и бизнесмен
- 6 ноември – Нончо Воденичаров, български поп-певец, актьор, каскадьор и кмет († 2009 г.)
- 10 ноември – Роланд Емерих, американски режисьор и продуцент
- 18 ноември – Иван Илиев, български футболист
- 23 ноември – Стивън Бруст, американски писател
- 26 ноември – Трейси Хикман, американски писател
- 27 ноември – Валери Чехов, руски шахматист
- 29 ноември – Кичка Бодурова, българска певица
- 30 ноември
  - Анди Грей, шотландски футболист и коментатор
  - Били Айдъл, английски рок музикант
  - Кевин Конрой, американски актьор
- 8 декември – Веселин Панайотов, български учен
- 10 декември
  - Ивайло Христов, български актьор
  - Ким Мехмети, писател от Република Македония
  - Максим Бехар, български журналист
- 14 декември – Петър Миладинов, български футболист и треньор
- 23 декември – Илко Димитров, български поет
- Перица Здравкович, сръбски акордеонист, клавирист, композитор
- Мехмет Тугрул Гюджук, турски дипломат

## Починали
- Леонард Шулце Йена, германски етнограф (р. 1872 г.)
- Станислав Крайовски, български военен деец (р. 1885 г.)
- Константин Чилов, български лекар (р. 1898 г.)
- 30 януари – Петър Тодоров, български политик
- 31 януари – Джон Мот, американски теолог
- 4 февруари – Ханс Блюер, германски философ (р 1888 г.)
- 4 март – Константин Константинов, български музиколог (р. 1903 г.)
- 7 март – Георги Бончев, български геолог (р. 1866 г.)
- 11 март – Александър Флеминг, шотландси бактериолог
- 12 март – Чарли Паркър, джаз музикант, саксофонист
- 19 март – Леонид Говоров, съветски маршал (р. 1897 г.)
- 10 април – Пиер Теяр дьо Шарден, френски палеонтолог и теолог
- 19 април – Джим Корбет, британски писател и ловец (р. 1875 г.)
- 29 април – Димитър Ташев, български революционер
- 4 май – Джордже Енеску, румънски композитор (р. 1881 г.)
- 16 май – Светослав Обретенов, български композитор и диригент
- 20 юли – Калуст Гулбенкян, британски предприемач
- 23 юли – Кордел Хъл, американски политик
- 12 август – Томас Ман, немски писател, лауреат на Нобелова награда за литература през 1929 г. (р. 1875 г.)
- 18 август – Алберт Айнщайн, физик, лауреат на Нобелова награда за физика през 1921 г. (р. 1879 г.)
- 30 септември – Джеймс Дийн, американски киноактьор (р. 1931 г.)
- 5 октомври – Елена Рьорих, руски философ, писател и общественик
- 18 октомври – Хосе Ортега и Гасет, испански философ (р. 1883 г.)
- 25 октомври – Садако Сасаки, японско дете (р. 1943 г.)
- 9 ноември – Анри Делоне, френски футболен организатор
- 30 ноември – Александър Балабанов, български литературовед и критик
- 9 декември – Адриана Будевска, българска актриса (р. 1878 г.)

## Нобелови награди
- Физика – Уилис Лам, Поликарп Куш
- Химия – Винсент дю Виньо
- Физиология или медицина – Хуго Теорел
- Литература – Халдоур Лакснес
- Мир – наградата не се присъжда

Вижте също:
- календара за тази година